# Jules Castellani
Jules Castellani, né le 13 septembre 1901 à Noceta (Haute-Corse) et mort le 2 février 1971 à Paris 16e, est un homme politique français.

## Mandats
- Député du Madagascar (1946-1951)